# Chinchón
Chinchón – miasto położone około 45 km na południowy wschód od Madrytu, ma około 5 tys. mieszkańców.
Miasto posiada jeden z najpiękniejszych placów w całej Hiszpanii (plazas mayores) – Plaza de Chinchón. Oprócz typowych domów z balkonem, barów, galerii, znajdują się tu liczne restauracje i bary.
Corocznie od 12 do 18 sierpnia odbywa się tu duży festyn z na cześć patrona Nuestra Señora de Gracia y San Roque. Chinchón znane jest przede wszystkim z „Pasion de Cristo (męki Chrystusa), która odbywa się co roku w Wielką Sobotę.

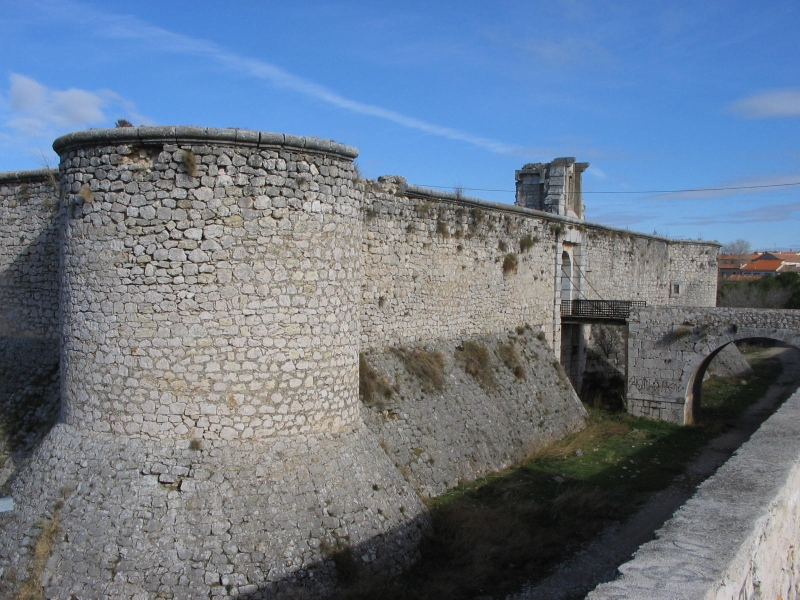
Zamek w Chinchón

Plaza Mayor de Chinchón jest placem w klasycznym stylu średniowiecznym o popularnym rodzaju architektury. Kształt tego rynku jest niezwykle prosty i posiada jasne i uporządkowane rozmieszczenie. Pierwsze domy z portykami i balkonami wybudowane zostały w XV wieku, a pełne wykończenie przypada na wiek XVII. Na trzypiętrowych budynkach znajdują się galerie z nadprożami i drewniane balkony, podparte na stojakach za pomocą wsporników. Od czasu powstania plac jest miejscem różnych wydarzeń: egzekucji, korrid, spektakli na wolnym powietrzu, świąt królewskich, przedstawień teatralnych, a także planem filmowym. W głębi rynku wznosi się majestatyczny Kościół Iglesia de la Piedad, kilkukrotnie zostawała on odbudowywany, w stylu renesansowym, ale z elementami barokowymi, platereskowymi i gotyckimi.